# Cánh đồng hoang (Ukraina)

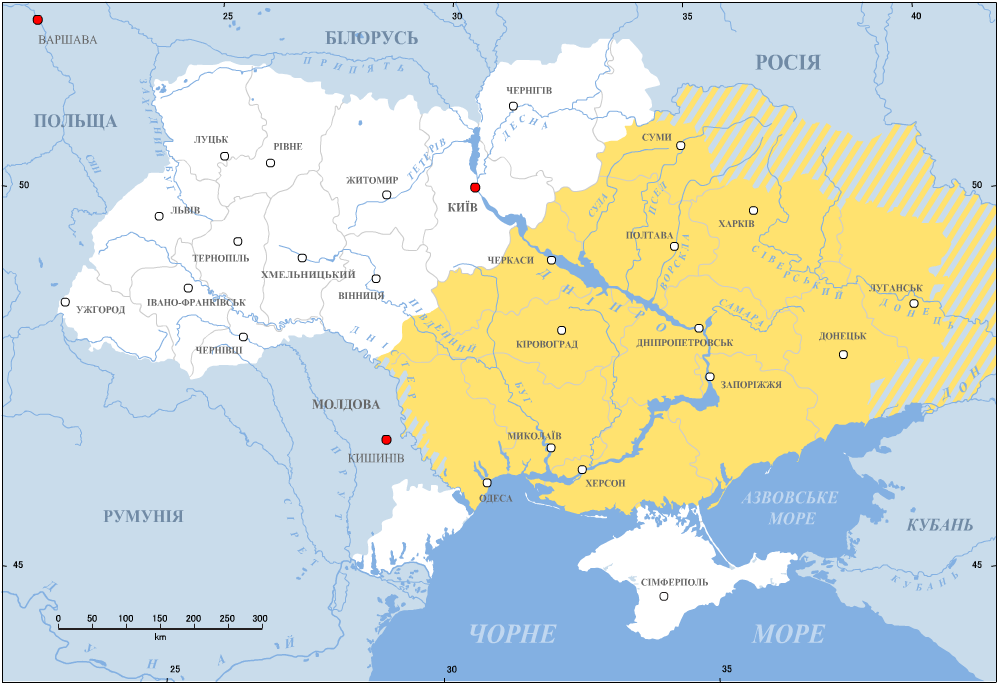
Bản đồ Cánh đồng hoang thế kỷ 17

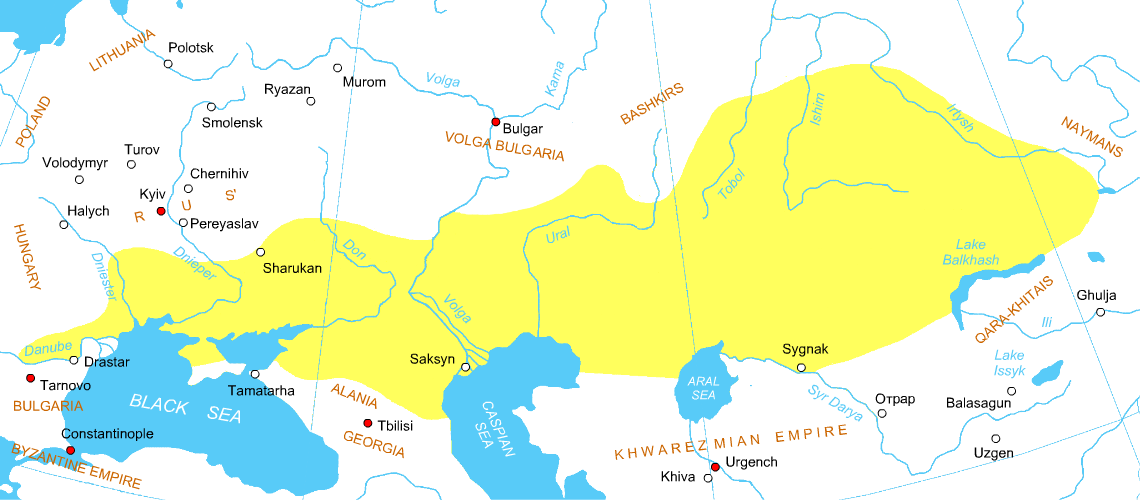
Bang liên Cuman–Kipchak tại Á-Âu khoảng 1200

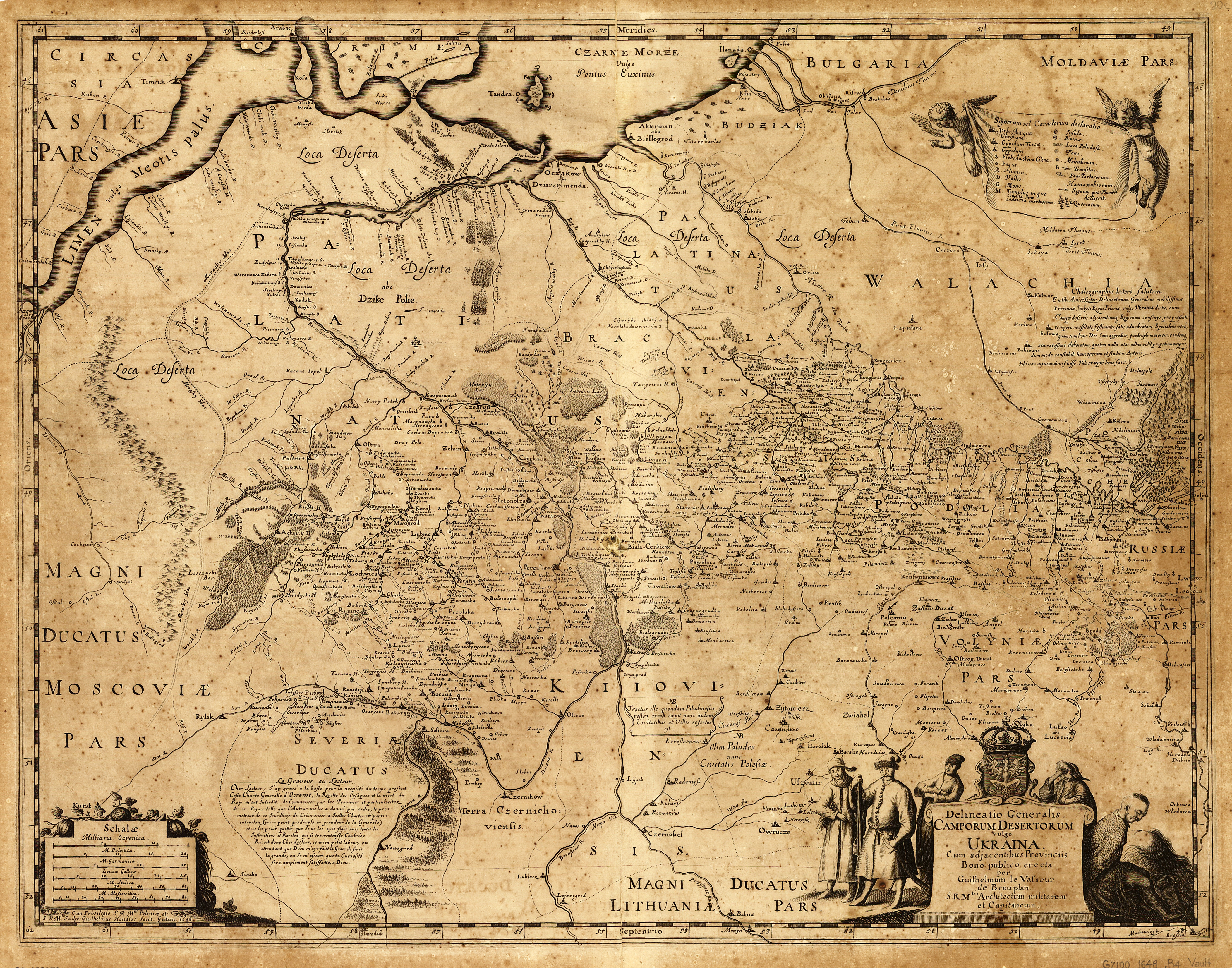
Delineatio Generalis Camporum Desertorum vulgo Ukraina (Phác họa tổng thể các cánh đồng hoang vu thường thấy Ukraina)

Cánh đồng hoang (tiếng Ukraina: Дике Поле, đã Latinh hoá: Dyke Pole, tiếng Nga: Дикое Поле, đã Latinh hoá: Dikoye Polye, tiếng Ba Lan: Dzikie pola, tiếng Litva: Dykra, tiếng Latinh: Loca deserta hoặc campi deserti inhabitati, còn dịch là "miền hoang vu") là một thuật ngữ lịch sử được sử dụng trong các tài liệu Ba Lan-Litva từ thế kỷ 16 đến thế kỷ 18 để chỉ phần thảo nguyên Pontic trên lãnh thổ nay là Đông và Nam Ukraina và một phần Tây Nga, nằm ở phía bắc của biển Đen và biển Azov. Theo sử gia Ukraina Vitaliy Shcherbak thuật ngữ này xuất hiện vào khoảng thế kỷ 15, chỉ lãnh thổ giữa sông Dniester và trung du sông Volga khi người Cossack Zaporozhia bắt đầu thuộc địa hóa khu vực. Shcherbak lưu ý rằng những người cùng thời với thuật ngữ này, chẳng hạn như Michalo Lituanus, Blaise de Vigenère và Józef Wereszczyński, đã viết về sự giàu có tự nhiên của thảo nguyên và lưu vực sông Dnepr.
Trong nhiều thế kỷ, khu vực này chỉ có dân cư thưa thớt, thuộc nhiều nhóm du mục khác nhau như Scythia, Alan, Hung, Bulgar, Pecheneg, Kipchak, Đột Quyết-Mông Cổ, Tatar và Nogai. Sau khi Mông Cổ xâm lược Rus, lãnh thổ do Hãn quốc Kim Trướng cai trị cho đến trận Nước Xanh (1362). Trận chiến cho phép Algirdas yêu sách chủ quyền khu vực thuộc Đại công quốc Litva. Là một kết quả sau trận sông Vorskla năm 1399, người kế vị ông là Vytautas để mất lãnh thổ cho Hãn Temür Qutlugh của Kim Trướng. Năm 1441, phần phía tây của Cánh đồng hoang, Yedisan, nằm dưới quyền chi phối của Hãn quốc Krym, thực thể chính trị này do Đế quốc Ottoman kiểm soát từ thế kỷ 16 trở đi. Cánh đồng hoang cũng là nơi cư trú cục bộ của người Cossack Zaporizhia, theo như phản ánh trong các tác phẩm của nhà thần học người Ba Lan và là giám mục Công giáo Kiev Józef Wereszczyński, họ định cư trong khu vực theo điều kiện là phải chiến đấu chống lại sự bành trướng của người Nogai.
Cánh đồng hoang có Đường Muravsky và Đường Izyumsky đi qua, đó là những tuyến đường chiến tranh quan trọng được người Tatar Krym sử dụng để xâm chiếm và cướp phá Đại công quốc Moskva. Các vụ tập kích của Krym-Nogai diễn ra trong thời gian dài, người Tatar Krym và Nogai chung một phe còn Đại công quốc Litva và Đại công quốc Moskva ở phe khác, gây ra sự tàn phá và suy giảm dân số đáng kể trong khu vực. Tình trạng này chấm dứt khi người Cossack Zaporozhia trỗi dậy, họ định kỳ xuôi về hạ du sông Dnepr bằng thuyền độc mộc từ căn cứ tại Khortytsia và tập kích vùng bờ biển của biển Đen. Người Ottoman xây dựng một vài thị trấn pháo đài nhằm phòng thủ vùng ven biển, bao gồm Kara Kerman và Khadjibey.
Điều khiến "Cánh đồng hoang" quá đáng sợ là do người Tatar. Năm này qua năm khác, họ cử các nhóm đột kích nhanh tràn xuống các thị trấn và làng mạc để cướp bóc, giết hại những người già yếu, và xua hàng nghìn người bị bắt đem đi bán làm nô lệ tại cảng Kaffa của Krym, một thành phố thường được người Nga gọi là "ma cà rồng uống máu của người Rus'...Ví dụ, từ năm 1450 đến năm 1586, 86 cuộc đột kích đã được ghi lại và từ năm 1600 đến năm 1647 là 70. Mặc dù ước tính số lượng người bị bắt trong một cuộc đột kích có thể đạt cao tới 30.000, nhưng con số trung bình là gần 3.000...Riêng tại Podolia, khoảng một phần ba số làng bị tàn phá hoặc bỏ hoang trong khoảng thời gian từ 1578 đến 1583.— Orest Subtelny
Đến thế kỷ 17, phần phía đông của Cánh đồng hoang đã được những người nông dân và nông nô chạy trốn đến định cư, họ tạo nên cốt lõi của lãnh địa Cossack. Trong Khởi nghĩa Bohdan Khmelnytsky, người Cossack từ lưu vực sông Dnepr đến định cư tại phần phía bắc của khu vực này, và bộ phận này được gọi là Sloboda Ukraina. Sau một loạt cuộc chiến giữa Nga và Ottoman do Yekaterina Đại đế tiến hành, khu vực từng nằm dưới quyền kiểm soát của Ottoman và người Tatar Krym lúc này được hợp nhất vào Đế quốc Nga trong thập niên 1780. Đế quốc Nga xây dựng nhiều thành phố tại Cánh đồng hoang, gồm Odessa, Sevastopol, Yekaterinoslav và Nikolaev. Hầu hết Kiev cũng được xây dựng trong thời gian này. Khu vực tiếp nhận nhiều người Ukraina và người Nga đến định cư và tên gọi "Cánh đồng hoang" trở nên lỗi thời; khu vực thay vào đó được gọi là Tân Nga (Novorossiya). Theo Từ điển lịch sử Ukraina, "Dân số bao gồm những người thực dân quân sự từ các trung đoàn kỵ binh hussar và kỵ binh đánh thương, nông dân Ukraina và Nga, người Cossack, người Serb, người Montenegro, người Hungary và những người nước ngoài khác đã nhận được trợ cấp đất đai để định cư trong khu vực."
Vào thế kỷ 20, sau khi Liên Xô sụp đổ, khu vực này bị chia cắt giữa Ukraina, Moldova và Nga.